# Karl Theodor Bayrhoffer

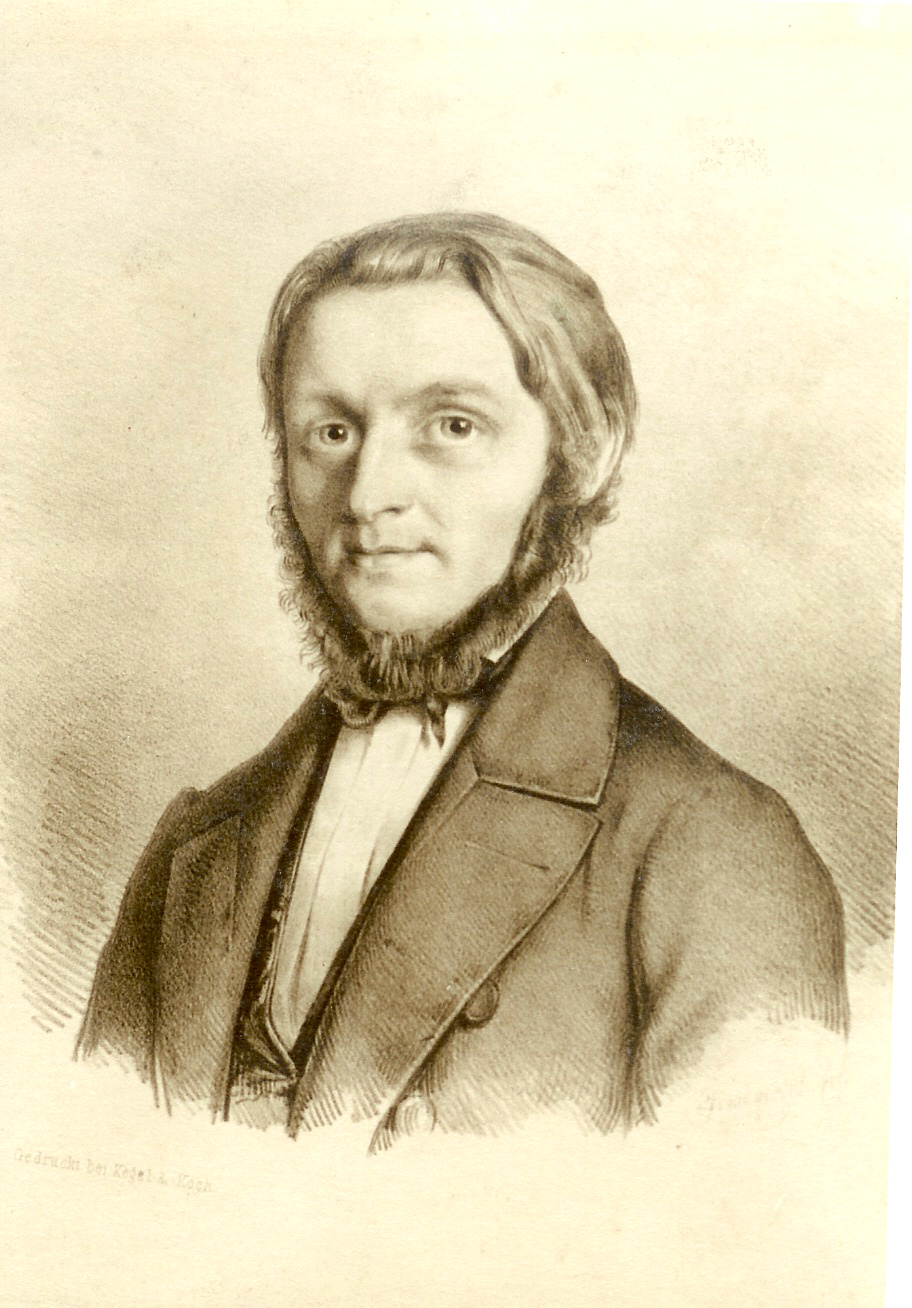
Karl Theodor Bayrhoffer

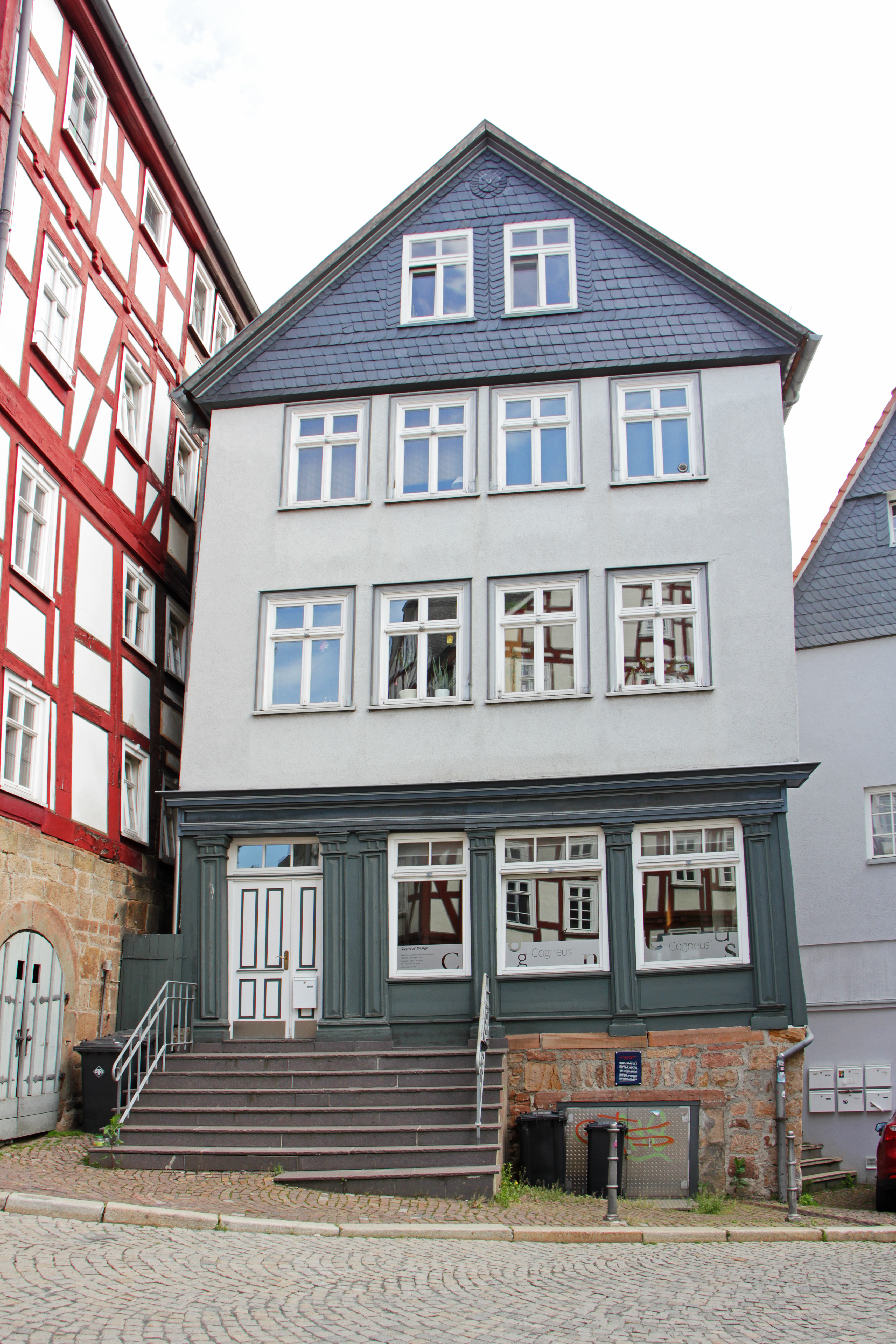
Elternhaus in Marburg, in dem sich die ehemalige Bayrhoffer'sche Universitätsbuchdruckerei befand

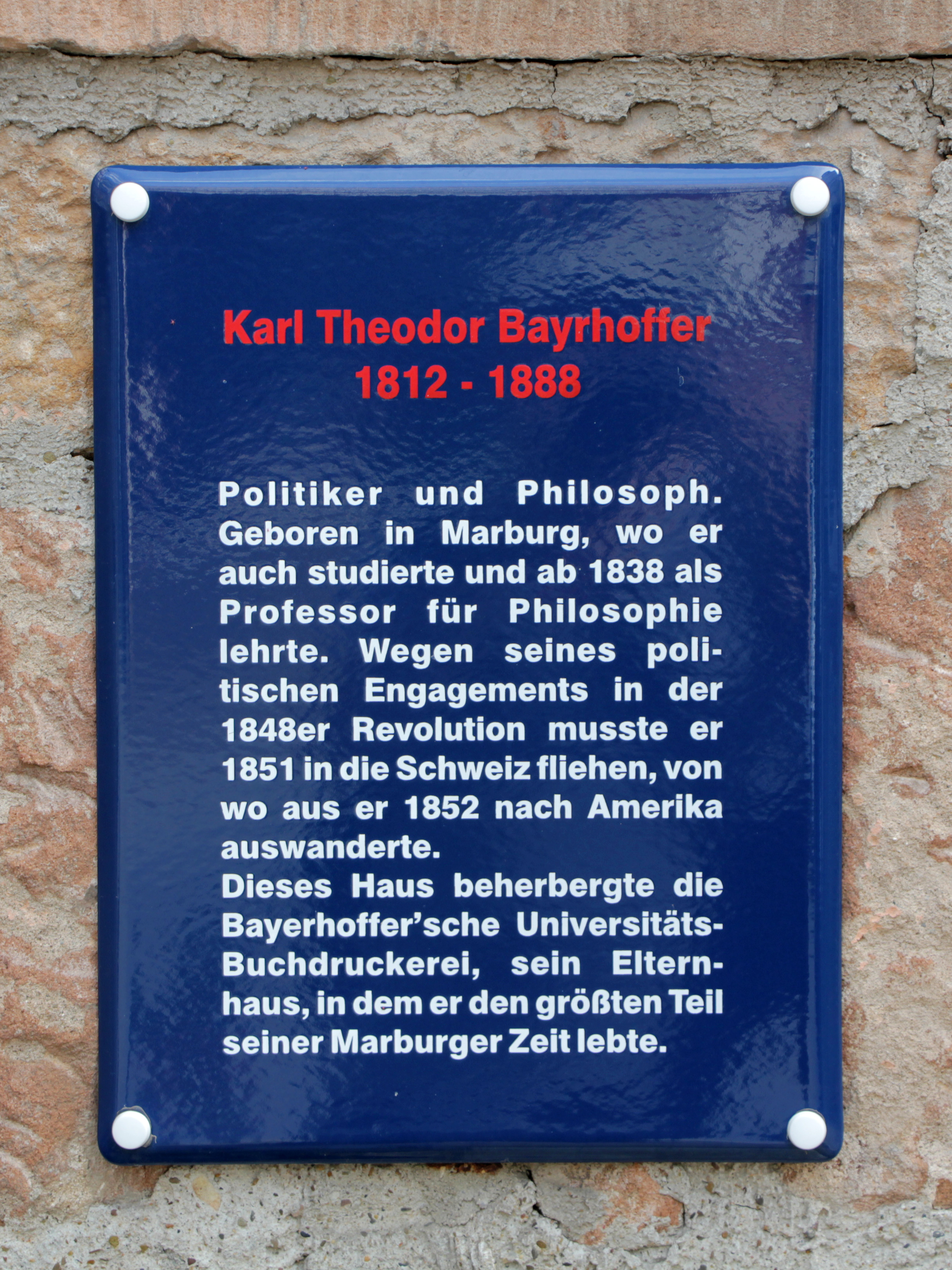
Gedenktafel am Elternhaus

Karl Theodor Bayrhoffer (mit vollem Namen Karl August Theodor Otto Christian Bayrhoffer; * 14. Oktober 1812 in Marburg; † 3. Februar 1888 in Monroe) war Professor der Philosophie an der Universität Marburg und Freidenker.

## Leben
Karl Theodor Bayrhoffer studierte Philosophie an der Marburger Universität und wurde Doktor und Professor der Philosophie. 1828 wurde er Mitglied der Alten Marburger Burschenschaft Germania. Von Anfang an war er Hegelianer und Mitglied in freireligiösen Vereinigungen. 1846 wurde er von seiner Professur für Philosophie suspendiert. 1847 gründete er die Marburger Freireligiöse Gemeinde. Während der sog. Märzrevolution nahm er am Ersten Demokratischen Kongress in Frankfurt am Main (Juni 1848) teil, wo er zum stellvertretenden Mitglied des Zentralkomitees gewählt wurde. Zweimal wurde er in die kurhessische Ständeversammlung gewählt, wo er zur äußersten Linken zählte. Nach der Besetzung von Kurhessen durch die bayerischen Truppen wurde er als Krimineller verfolgt, aber entkam mit seiner Frau Julie Christine Charlotte, Tochter des Marburger Theologie-Professors Andreas Leonhard Creuzer, und sechs Kindern in die Schweiz, von wo er 1852 in die Vereinigten Staaten auswanderte.
Er kaufte eine Farm in der Stadt Jordan, Green County. Seine Frau starb bereits im Februar 1853. 1854 heiratete er zum zweiten Male. Seine zweite Frau Charlotte starb 1864 und hinterließ ihm eine Tochter und einen Sohn. Zehn Jahre lang bewirtschaftete Bayrhoffer die Farm, bis seine mittlerweile erwachsenen Söhne diese übernahmen und ihm Zeit für wissenschaftliche Arbeit ließen. Er schrieb Artikel für liberale deutsche und englische Zeitungen und Zeitschriften.

## Nachlass
Der Nachlass von Karl Theodor Bayrhoffer enthält Familienkorrespondenz, Personalpapiere, Akten über seine Universitäts- und politische Tätigkeit und wird im Hessischen Staatsarchiv Marburg (Bestand 340 Bayrhoffer) aufbewahrt. Er hat einen Umfang von 0,25 lfd. Metern und eine Laufzeit von 1793 bis 1851. Der Bestand ist vollständig erschlossen und online recherchierbar.

## Werke
- Die Grundprobleme der Metaphysik, als Versuch ihrer Lösung dargestellt und mit einem erkenntnißtheoretisch-metaphysischen Bruchstücke herausgegeben (1835).
- Der Begriff der organischen Heilung des Menschen im Verhältnisse zu den Heilungsweisen der Gegenwart. Nebst einer Vorbetrachtung über die jetzige Krisis der Weltgeschichte (1837).
- Die Idee und Geschichte der Philosophie (1838).
- Beiträge zur Naturphilosophie (1839).
- Das Wesen des Universums und die Gesetze des Humanismus, dargestellt aus dem Standpunkte der Vernunft (1871).